# Vogelatlas

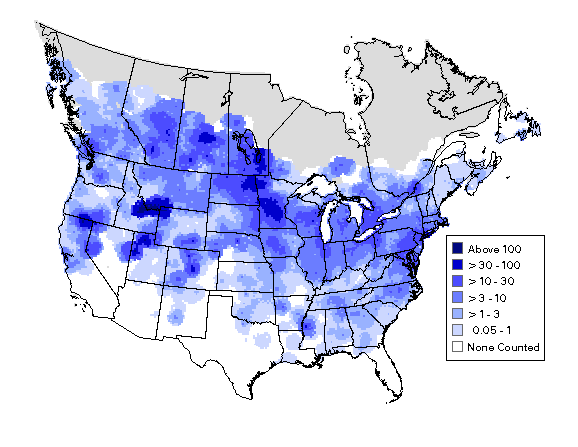
Verspreiding en aantal van de Canadese gans in Noord-Amerika.

Een vogelatlas is een ornithologische publicatie waarin informatie over de verspreiding van vogels wordt weergegeven met gebruik van kaarten die een groot gebied (continent, land, landstreek, provincie) bestrijken. Het vervaardigen van een vogelatlas vergt de inzet van een groot aantal vrijwilligers die in het in kaart gebrachte gebied grondig veldonderzoek doen volgens gestandaardiseerde methoden zodat de gegevens onderling vergelijkbaar zijn, maar ook vergelijkingen over het verloop in de tijd mogelijk zijn. Als het werk beperkt blijft tot alleen de vogels die broeden binnen het in kaart gebrachte gebied, spreekt men van een broedvogelatlas.

## Vogelatlassen in Nederland
Het werk aan de eerste landelijke vogelatlas begon in 1972. Het onderzoek door vrijwilligers dat aan dit werk ten grondslag ligt werd gecoördineerd door een speciaal daarvoor in dat jaar opgerichte organisatie, de Stichting Ornithologisch Veldonderzoek Nederland (SOVON). Deze organisatie werd in 1984 een vereniging en kreeg weer later de naam Sovon Vogelonderzoek Nederland. Het grote voorbeeld om te komen tot deze atlas was The Atlas of Breeding Birds in Britain and Ireland. Vooral het organiseren van het veldwerk door vrijwilligers werd opgezet na overleg met organisaties in het Verenigd Koninkrijk (en Ierland). De eerste broedvogelatlas in Nederland verscheen in 1979.
Deze atlas was niet de eerste poging om gegevens over het voorkomen van vogels in kaartvorm te presenteren. In 1971 verscheen de Avifauna van Midden-Nederland een boek met informatie over het voorkomen van vogels en hun relatie met het landschap en ook kaarten waarop de verspreiding van de vogels werd gepresenteerd.
Het bleef niet bij alleen een Nederlandse vogelatlas over broedvogels, in 1987 publiceerde Sovon de Winter- en trekvogelatlas met per maand kaartinformatie waar zowel broed- als trekvogels zich bevonden. In 2002 verscheen opnieuw een atlas over de broedvogels, gemaakt door Sovon dankzij medewerking van een groot aantal vrijwilligers waarvan het veldwerk door Sovon werd gecoördineerd. In 2012 startte Sovon opnieuw een atlasproject waarin het voorkomen van zowel broedvogels als overwinterende vogels in kaart wordt gebracht. Het veldwerk, weer door een groot leger vrijwilligers, werd tussen 2012 en 2015 verricht; deze atlas is op 24 november 2018 verschenen.
Naast de door Sovon uitgebrachte atlassen zijn er verspreidingsatlassen van vogels per provincie of werkgebied van een vogelwerkgroep uitgegeven zoals de Vogels van de Veluwezoom.

## Buiten Nederland
Ook in de ons omringende landen en regio's bestaan vogelatlassen, zoals in Duitsland (voor de deelstaten Nedersaksen en Noordrijn-Westfalen) en Vlaanderen.). Feitelijk bestaan er in alle landen met actieve organisaties van professionele en amateurvogelkundigen verspreidingsatlassen. Daarnaast wordt dit type informatie vaak ook nog online aangeboden.
Omdat de dichtheid van vogelwaarnemers in Nederland zeer hoog is, nam de ervaring in het organiseren van veldwerk voor het maken van vogelatlassen toe. A Bird Atlas of Kenya werd in 1989 in Nederland uitgegeven en in 1997 verscheen The EBCC Atlas of European Breeding Birds waarbij Nederland een belangrijke rol speelde bij het organiseren en redigeren van het boek.